# Paul Emery
Paul Emery (12 de novembro de 1916 – 3 de fevereiro de 1993) foi um automobilista britânico nascido na Inglaterra que participou dos Grandes Prêmios de Fórmula 1 da Inglaterra de 1956 e de Mônaco de 1958.